# Kauza Gorila
Kauza Gorila je slovenský politický skandál, který začal únikem tajného dokumentu Slovenské informační služby s krycím názvem Gorila na veřejnost v prosinci 2011. Dokument popisuje podrobnosti údajných rozhovorů mezi spolumajitelem Penta Investments Jaroslavem Haščákem a předními politiky v letech 2005 a 2006 a upozorňuje na podezření z korupce.
Spis popisuje detaily údajných Haščákových rozhovorů s politickou a ekonomickou špičkou o provizích a úplatcích.
Ve spisu jsou také tvrzení týkající se financování současných slovenských politických stran Smer-SD, SDKÚ, KDH, SMK a bývalého ministra financí Jirka Malchárka. Podle přepisů nahrávek šlo zejména o setkání s ministrem hospodářství, s předsedkyní výkonného výboru Fondu národního majetku SR Annou Bubeníkovou, Zoltánem Vargou (bývalým policistou, Haščákovým kamarádem a majitelem bytu), s předsedou Smeru Robertem Ficem, s Františkem Határem, Janem Rejdem a dalšími. V současné době se kauza vyšetřuje a na Slovensku kvůli ní také proběhla řada demonstrací.

## Dokument Gorila

### Pozadí kauzy
V roce 2005 zpozoroval vedoucí analytického oddělení Slovenské informační služby Peter Mravec, že před domem na Vazovově ulici v Bratislavě, kde tehdy bydlel s rodinou, často parkují vládní limuzíny i představitelé finanční skupiny Penta. V listopadu 2005 vypracovala SIS žádost o odposlouchávání bytu, který se nachází hned vedle bytu Petra Mravce. Tento byt patřil podnikateli Zoltánu Vargovi.

### Pravost dokumentu
Pravost dokumentu s krycím názvem Gorila byla od začátku zpochybňovaná. Krajský soud v Bratislavě však potvrdil, že vyhověl žádosti Slovenské informační služby na použití informačně-technických prostředků z 21. listopadu 2005. Na jaké cíle se měly tyto prostředky použít soud neprozradil, předsedkyně soudu Darina Kuchtová upozornila, že soud může zveřejňovat jen informace nepodléhající utajení.

## Vyšetřování kauzy
Koncem prosince 2011 se na internetu objevil dokument Gorila, což vyvolalo bouřlivé reakce veřejnosti. Slovenský ministr vnitra Daniel Lipšic dne 9. ledna 2012 na vyšetřování kauzy zřídil specializovaný tým deseti kriminalistů a začalo trestní stíhání ve věci. Speciální vyšetřovací tým požádal prezidenta Slovenské republiky o zbavení ředitele SIS Karola Mitríka mlčenlivosti. Ivan Gašparovič žádosti vyhověl po doplnění informací vyšetřovatelům.
Jaroslav Haščák v rozhovoru koncem února 2012 potvrdil, že jeho právníci byli kontaktovaní vyšetřovateli, žádajícími dokumenty. Na výslechu nebyli. Sám údajně dva až třikrát vypovídal v jiných vyšetřováních týkajících se Gorily. Ve spisech Gorila jsou uvedené i rakouské společnosti Raiffeisen Zentralbank (RZB) a letiště Vídeň-Schwechat, podezřeními z korupce spojujícími se s těmito společnostmi se bude zřejmě zabývat i rakouský Úřad pro dohled nad finančním trhem. Státní zastupitelství Gorilu zatím nevyšetřuje.
Nahrávky týkající kauzy Gorila se našly při domovních prohlídkách u kontroverzního slovenského podnikatele Mariana Kočnera v rámci vyšetřování vražd novináře Jána Kuciaka a jeho přítelkyně Martiny Kušnírové.
Dne 19. března 2024 uvedl Úřad speciální prokuratury, že v kauze Gorila obvinil 5 osob, které čelí stíhání za trestný čin založení a podpory zločinecké skupiny a korupční trestné činy. Čtyři z těchto osob jsou obviněny za zločin porušování povinností při správě cizího majetku. Podle médií je jedním z obviněných i Jaroslav Haščák.